# Asteroide troià de Júpiter
| Troians de Júpiter Família Hilda | Cinturó d'asteroides Òrbita dels planetes |

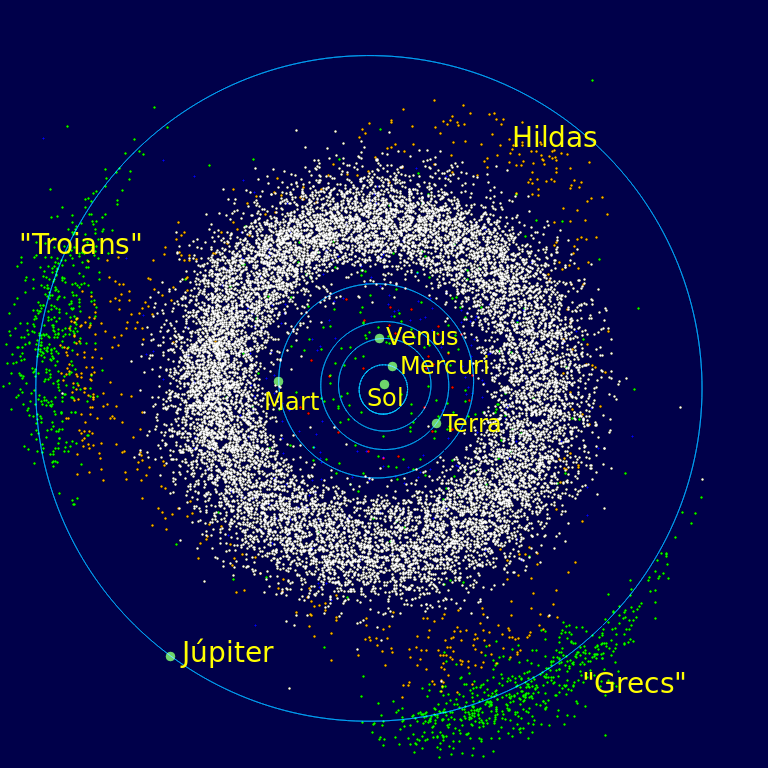
Els asteroides del sistema solar interior i de Júpiter
Els troians de Júpiter es divideixen en dos grups: El camp grec, per davant, i el camp troià, per darrere de Júpiter en la seva òrbita

Els troians de Júpiter, comunament anomenats asteroides troians o simplement troians, són un gran grup d'asteroides que comparteixen l'òrbita del planeta Júpiter al voltant del Sol. En relació amb Júpiter, cada libració troiana orbita al voltant d'un dels dos punts de Lagrange estables de Júpiter, L₄, situada a 60° pel davant del planeta en la seva òrbita, i L₅, a 60° enrere. Els troians de Júpiter es distribueixen en dues regions allargades, corbades al voltant d'aquests punts de Lagrange amb un semieix major de mitjana de al voltant de 5,2 ua.
El primer troià de Júpiter descobert, (588) Aquil·les, va ser descobert en 1906 per l'astrònom alemany Max Wolf. El gener de 2015 ja s'havien trobat un total de 6.178 troians de Júpiter. Per convenció, porten el nom d'una figura mitològica de la guerra de Troia, d'aquí el nom de «troià». Es creu que hi ha al voltant d'un milió d'asteroides troians de Júpiter de més d'1 km de diàmetre, aproximadament igual al nombre d'asteroides de més d'1 km del cinturó d'asteroides. Igual que els asteroides del cinturó principal, els troians de Júpiter formen famílies.
Els troians de Júpiter són cossos foscos amb espectres de color vermellós, sense trets distintius. No s'ha obtingut evidència ferma de la presència d'aigua, o qualsevol altre compost específic en la seva superfície, però es creu que estan recoberts de tolins, polímers orgànics formats per la radiació del Sol. Les densitats dels troians de Júpiter (mesurat mitjançant l'estudi dels binàries o les corbes de llum de rotacional) varien de 0,8 a 2,5 g·cm-3. Es creu que els troians de Júpiter han estat capturats en les seves òrbites durant les primeres etapes de la formació del sistema solar o una mica més tard, durant la migració dels planetes gegants.
El terme «troià» ha arribat a ser utilitzat de manera més general per referir-se a altres petits cossos del Sistema Solar amb relacions similars a cossos més grans: per exemple, també hi ha troians de Mart i troians de Neptú, i Saturn té llunes troianes. La NASA ha anunciat el descobriment d'un troià de la Terra. El terme «asteroide troià» s'entén que habitualment designa específicament els troians de Júpiter a causa que els primers troians van ser descoberts prop de l'òrbita de Júpiter i Júpiter té actualment, de molt, els més coneguts troians.

## Història de les observacions

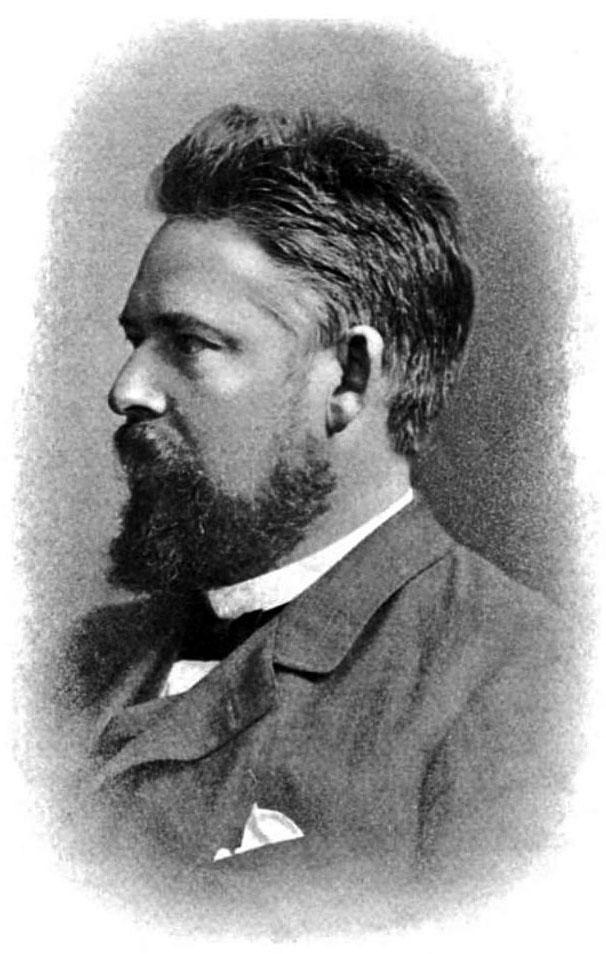
Maximilian Franz Joseph Cornelius Wolf (1890), el descobridor del primer troià

En 1772, el matemàtic d'origen italià Joseph-Louis Lagrange, en l'estudi del problema dels tres cossos restringit, va predir que un petit cos compartiria una òrbita amb un planeta a 60° per davant o darrere d'ella, quedant atrapat prop d'aquests punts. El cos atrapat es librarà lentament al voltant del punt d'equilibri en una òrbita de capgròs o en una òrbita de ferradura. Aquests punts d'entrada i de sortida són anomenats els punts de Lagrange L₄ i L₅. No obstant això, no es van observar asteroides atrapats en els punts de Lagrange fins a més d'un segle després de la hipòtesi de Lagrange. Aquells associats amb Júpiter van ser els primers a ser descoberts.
E. E. Barnard va fer la primera observació registrada d'un troià, el (12126) 1999 RM11 (identificat com RD A904 en el moment), en 1904, però ni ell ni ningú van apreciar la seva importància en el moment. Barnard va creure veure Febe, un satèl·lit de Saturn recentment descobert, que estava a només dos minuts d'arc de distància en el cel en aquell moment, o possiblement un asteroide. La identitat de l'objecte no es va realitzar fins que la seva òrbita va ser calculada en 1999.
El primer descobriment d'un troià reconegut va ocórrer al febrer de 1906, quan l'astrònom Max Wolf, de l'Observatori Estatal de Heidelberg-Königstuhl, va descobrir un asteroide en el punt de Lagrange L₄ del sistema Sol-Júpiter, anomenat més tard (588) Aquil·les. En 1906-1907, es van trobar dos troians de Júpiter pel seu company astrònom alemany August Kopff, (624) Hèctor i (617) Pàtrocle. Tant Hèctor com Aquil·les pertanyien a l'eixam del punt L₄ (al davant del planeta en la seva òrbita), mentre que Pàtrocle va ser el primer asteroide conegut a residir al punt de Lagrange L₅ (al darrerre del planeta). Cap a 1938, s'havien detectat 11 troians de Júpiter. Aquest nombre monés va augmentar 14 només en l'any 1961. Al millorar els instruments d'observació, la taxa de descobriment va créixer ràpidament: abans del gener de 2000 s'havien descobert un total de 257; al maig del 2003 el nombre havia augmentat a 1.600; al febrer del 2014 ja es coneixien 3.898 troians de Júpiter en L₄ i 2.049 en L₅. El gener de 2015 ja s'havien trobat un total de 6.178 troians de Júpiter.

## Nomenclatura
El costum de nomenar a tots els asteroides de Júpiter situats en els punts L₄ i L₅ amb els noms dels herois famosos de la guerra de Troia va ser suggerida per l'astrònom Johann Palisa, que va ser el primer a calcular amb precisió les seves òrbites.
Els asteroides del grup L₄ porten el nom d'herois grecs (el «camp grec» o «grup d'Aquiles»), i els que estan en el punt L₅ porten el nom dels herois de Troia (el «camp troià»). Confusament, (617) Pàtrocle va ser nomenat abans d'idear la regla grecs/ troians i, per tant, un nom grec apareix en el camp troià. El camp grec també té un asteroide «fora de lloc», (624) Hèctor, el nom d'un heroi de Troia.

## La quantitat i les seves masses

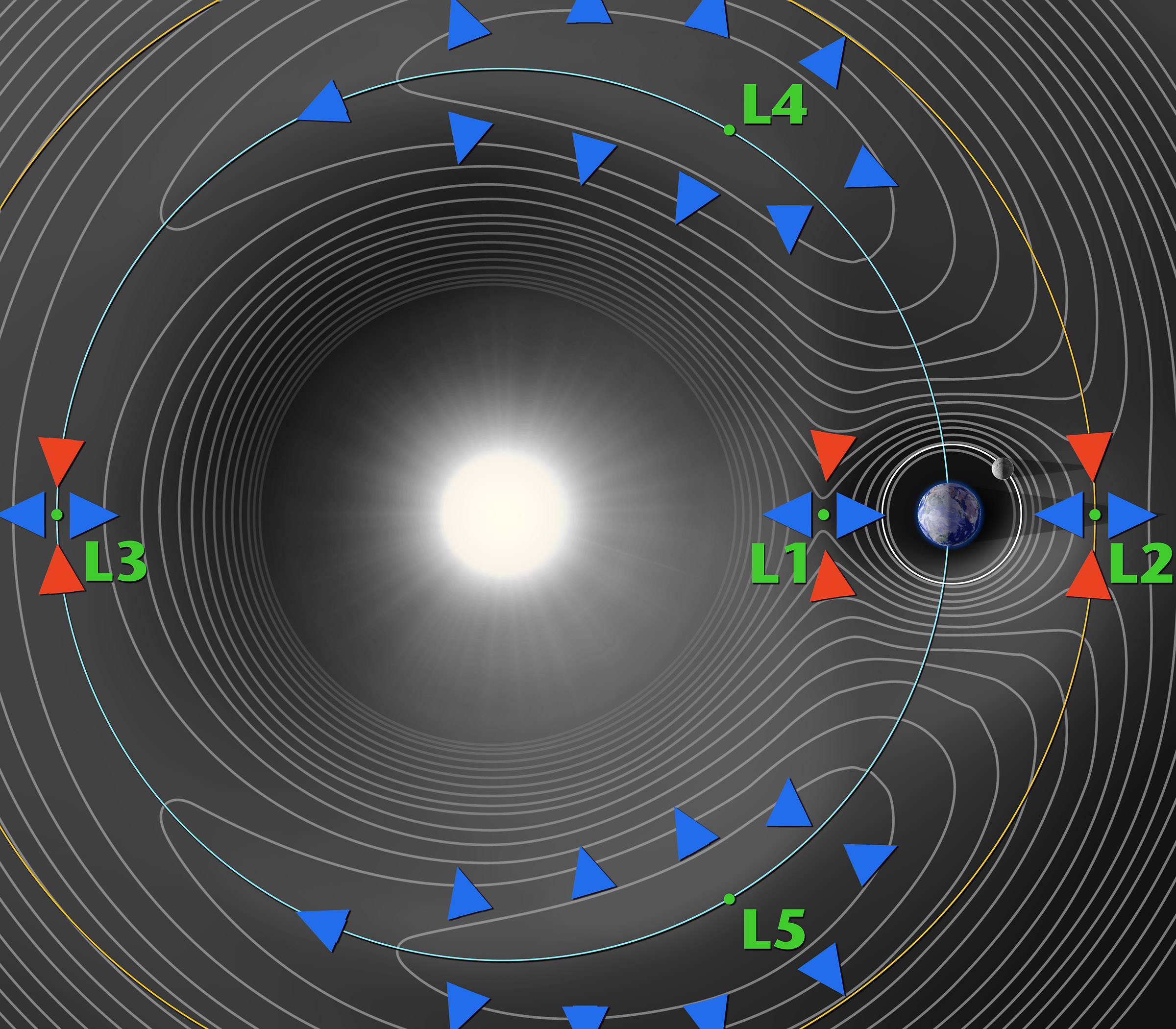
Un gràfic de contorn potencial gravitatòri que mostra punts de Lagrange de la Terra; L₄ i L₅ estan per sobre i per sota del planeta, respectivament. Els punts de Lagrange de Júpiter estan en situació similar en la seva òrbita molt més gran

Les estimacions del nombre total de troians de Júpiter es basen en profunds estudis d'àrees limitades del cel. Es creu que l'eixam L₄ té entre 160 - 240.000 asteroides amb diàmetres més grans de 2 km i al voltant de 600.000 amb diàmetres majors d'1 km. Si l'eixam L₅ conté un nombre comparable d'objectes, hi ha més d'1 milió de troians de Jupiter d'1 km de mida o més grossos. Per als objectes més brillants que la magnitud absoluta 9,0 la població és probablement completa. Aquestes xifres són similars a la dels asteroides comparables en el cinturó d'asteroides. La massa total dels troians de Júpiter s'estima en 0,0001 de la massa de la Terra o d'una cinquena part de la massa del cinturó d'asteroides. Però dos estudis més recents indiquen que les xifres anteriors poden sobreestimar el nombre de troians de Júpiter per diverses vegades. Aquesta sobreestimació és causada per:
- la suposició que tots els troians de Júpiter tenen una albedo baixa d'al voltant de 0,04, mentre que els cossos petits poden realment tenir una albedo de fins a 0,12 de mitjana;[16]
- una suposició incorrecta sobre la distribució dels troians de Júpiter al cel.[17]

Segons les noves estimacions, el nombre total de troians de Júpiter amb un diàmetre major de 2 km és de 6,3 ± 1,0 x 104 i 3,4 ± 0,5 × 104 en els eixams L₄ i L₅ respectivament. Aquests nombres serien reduïts en un factor de 2 si els petits troians de Júpiter són més reflectors que els grans.
El nombre de troians de Júpiter observats en el eixam L₄ és lleugerament més gran que l'observat en L₅. No obstant això, a causa que els troians de Júpiter més brillants mostren poca variació en el nombre entre les dues poblacions, aquesta disparitat es deu probablement al biaix observacional. No obstant això, alguns models indiquen que l'eixam L₄ pot ser lleugerament més estable que l'eixam L₅.
El troià de Júpiter més gran és (624) Hèctor, que té un diàmetre mitjà de 203 ± 3,6 km. Hi ha pocs grans troians de Júpiter en comparació amb la població general. En disminuir la mida, el nombre de troians de Júpiter creix molt ràpidament per sota de 84 km, molt més que en el cinturó d'asteroides. Un diàmetre de 84 km correspon a una magnitud absoluta de 9,5 suposant una albedo de 0,04. Dins de l'interval de 4,4 a 40 km distribució de la grandària dels troians de Júpiter s'assembla a la dels asteroides del cinturó principal. L'absència de dades vol dir que no se sap res sobre les masses dels troians de Júpiter més petits. La distribució de la mida suggereix que els troians més petits són els productes de col·lisions produïdes per troians de Júpiter més grans.

## Òrbites

Animació de l'òrbita de (624) Hèctor (blau), en contrast amb l'òrbita de Júpiter (el·lipse vermella externa)

Els troians de Júpiter tenen òrbites amb radis d'entre 5,05 i 5,35 ua (l'eix mitjà semi-principal és de 5,2 ± 0,15 ua), i estan distribuïts en tot el llarg de les regions corbades al voltant dels dos punts de Lagrange; cada eixam s'estén al voltant de 26° al llarg de l'òrbita de Júpiter, que ascendeix a una distància total d'aproximadament 2,5 ua. L'amplada dels eixams és aproximadament igual a dos radis de Hill, que en el cas de Júpiter és de voltant de 0,6 AU. Molts troians de Júpiter tenen grans inclinacions orbitals relatives al pla orbital de Júpiter, per sobre de 40°.
Els troians de Júpiter no mantenen una separació fixa de Júpiter. Ells libren lentament al voltant dels seus respectius punts d'equilibri, movent-se periòdicament més a prop de Júpiter o més lluny d'ell. Els troians de Júpiter generalment segueixen trajectòries anomenades òrbites de capgròs al voltant dels punts de Lagrange; el període mitjà de la seva libració és d'uns 150 anys. L'amplitud de la libració (al llarg de l'òrbita de Júpiter) varia de 0,6° a 88°, amb una mitjana d'uns 33°. Les simulacions mostren que els troians de Júpiter poden seguir trajectòries encara més complicades quan passen d'un a un altre punt de Lagrange; aquestes són anomenades òrbites de ferradura (actualment encara no es coneix cap troià de Júpiter amb aquesta òrbita).

### Famílies dinàmiques i asteroides binaris
Les famílies dinàmiques dins de la població dels troians de Júpiter són més difícils que les que es troben al cinturó d'asteroides, ja que els troians de Júpiter estan tancats dins d'un interval molt més estret de possibles posicions. Això vol dir que els grups tendeixen a superposar i unir-se amb l'eixam en general. No obstant això, per a l'any 2003 es van identificar aproximadament una dotzena de famílies dinàmiques. Les famílies troianes de Júpiter són molt més petites en grandària que les famílies del cinturó d'asteroides; la família més gran identificada, el Grup Menelau, consta de només vuit membres.
Al 2001, (617) Pàtrocle va ser el primer troià de Júpiter en ser identificat com un asteroide binari. L'òrbita binària està molt a prop, a 650 km, enfront dels 35.000 km per l'esfera primària de Hill. El major troià de Júpiter, (624) Hèctor, probablement és un asteroide binari de contacte amb una petita lluna.

## Propietats físiques

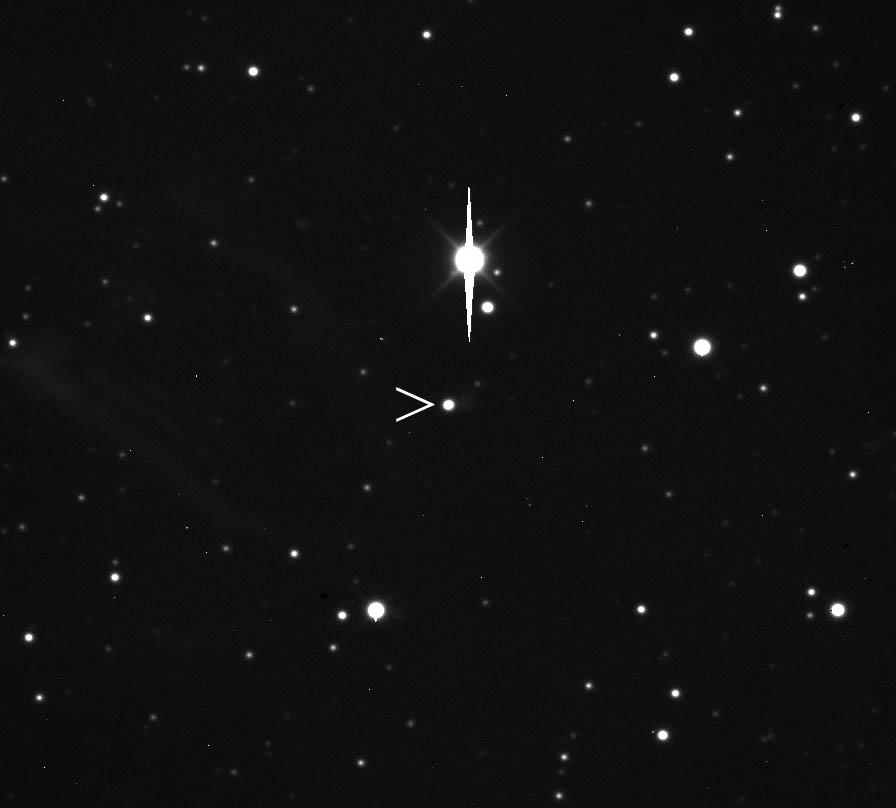
El troià (624) Hèctor (al centre) és similar en lluentor al planeta nan Plutó

Els troians de Júpiter són cossos foscos amb forma irregular. Les seves albedos geomètriques generalment varien entre el 3 i el 10%. El valor mitjà és de 0,056 ± 0,003 per als objectes de més de 57 km, i 0,121 ± 0,003 (Banda R) per als menors de 25 km. L'asteroide (4709) Ennomos té l'albedo més alt (0,18) de tots els troians de Júpiter coneguts. Poc se sap sobre les masses, composició química, rotació o altres propietats físiques dels troians de Júpiter. [2]

### Rotació
Les propietats rotacionals de troians de Júpiter no són ben conegudes. L'anàlisi de les corbes de llum de gir de 72 troians de Júpiter va donar un període de rotació mitjà de prop de 11,2 hores, mentre que el període mitjà de la mostra de control d'asteroides en el cinturó d'asteroides va ser de 10,6 hores.
La distribució dels períodes de rotació dels troians de Júpiter semblava estar ben aproximada per una funció de Maxwell, mentre que no es va trobar la distribució dels asteroides del cinturó principal per ser «no-Maxwelliana», amb un dèficit de períodes en el rang de 8-10 hores. La distribució de Maxwell dels períodes de rotació dels troians de Júpiter pot indicar que han sofert una evolució de col·lisió més forta en comparació amb el cinturó d'asteroides.
No obstant això, en 2008 un equip del Calvin College va analitzar les corbes de llum d'una mostra de deu troians de Júpiter, i va trobar un període de gir mitjà de 18,9 hores. Aquest valor va ser significativament més gran que la dels asteroides del cinturó principal de mida similar (11,5 hores). La diferència podria significar que els troians de Júpiter posseeixen una densitat mitjana més baixa, el que pot implicar que es van formar en el cinturó de Kuiper (vegeu més endavant).

### Composició
Espectroscòpicament, els troians de Júpiter en la seva majoria són asteroides de tipus D, que predominen en les regions exteriors del cinturó d'asteroides. Un petit nombre es classifiquen com asteroides de tipus P o de tipus C. Els seus espectres són de color vermell (és a dir, que reflecteixen més llum en longituds d'ona més llargues) o neutrals i sense trets.
No s'ha obtingut cap evidència d'aigua, compostos orgànics o altres compostos químics amb les dades obtingudes al 2007. No obstant això, (4709) Ennomos té una albedo lleugerament superior a la mitjana dels troians de Júpiter, el que pot indicar la presència d'aigua congelada. A més, un nombre d'altres troians de Jupiter, com ara (911) Agamèmnon i (617) Pàtrocle, han demostrat absorcions molt febles entre 1,7 i 2,3 μm, el que podria indicar la presència de compostos orgànics.
Els espectres dels troians de Júpiter són similars als de les llunes irregulars de Júpiter i, en certa manera, als dels nuclis de cometes, encara que els troians de Júpiter són espectralment molt diferents dels objectes del cinturó de Kuiper, més vermells. L'espectre d'un troià de Jupiter està aparellat amb la barreja de gel d'aigua amb una gran quantitat de material ric en carboni i silicats, possiblement rics en magnesi. La composició de la població dels troians de Júpiter sembla notablement uniforme, amb poca o cap diferenciació entre els dos eixams.
Un equip de l'Observatori Keck, Hawaii, va anunciar el 2006 que havia mesurat la densitat del binari troià de Júpiter (617) Pàtrocle i que era inferior a la de gel d'aigua (0,8 g/cm³), el que suggereix que el parell, i possiblement molts altres objectes del camp troià, es semblen més als cometes o als objectes del cinturó de Kuiper en la seva composició (aigua congelada amb una capa de pols). Contrarestant aquest argument, la densitat de (624) Hèctor, determinada a partir de la seva corba de llum de rotació (2,480 g/cm³), és significativament més gran que la de (617) Pàtrocle. Aquesta diferència de densitats és desconcertant i indica que la densitat no pot ser un bon indicador de l'origen dels asteroides.

## Origen i evolució
Han sorgit dues teories principals per explicar la formació i evolució dels troians de Júpiter: 
- La primera teoria suggereix que els troians de Júpiter es van formar en una part del sistema solar i que Júpiter va entrar en les seves òrbites mentre s'estava formant.[9] L'última etapa de la formació de Júpiter va involucrar un creixement descontrolat de la seva massa a través de l'acumulació de grans quantitats d'hidrogen i heli des del disc protoplanetari; durant aquest creixement, que va durar només uns 10.000 anys, la massa de Júpiter va augmentar en un factor de deu. Els planetesimals que tenien aproximadament les mateixes òrbites que Júpiter van ser capturats per l'augment de la gravetat del planeta.[9] El mecanisme de captura va ser molt eficient; al voltant del 50% de tots els planetesimals restants van quedar atrapats. Aquesta hipòtesi té dos grans problemes:
  - El nombre de cossos atrapats excedeix la població observada de troians de Júpiter per quatre ordres de magnitud, i
  - els presents asteroides troians de Júpiter tenen inclinacions orbitals més grans que les que es prediu el model de captura.[9]

No obstant això, les simulacions d'aquest escenari mostren que una manera de formació d'aquest tipus també podria inhibir la creació de troians similars a prop de Saturn, i això ha estat confirmat per l'observació; fins a la data no s'han trobat troians a prop de Saturn.
- La segona teoria, part del model de Niça, proposa que els troians de Júpiter van ser capturats durant la migració planetària, cosa que hauria passat 500-600 milions d'anys després de la formació del sistema solar.[27] La migració va ser provocat pel pas de Júpiter i Saturn a través del 1:2 moviment mitjà de ressonància. Durant aquest període, Urà, Neptú i en certa manera Saturn es va moure cap a l'exterior, mentre que Júpiter es va moure lleugerament cap a l'interior.[27] La migració dels planetes gegants van desestabilitzar el cinturó de Kuiper primordial, deixant a milions d'objectes en el sistema solar interior. A més, combinant la seva influència gravitatòria, hauria pertorbat ràpidament els troians de Júpiter preexistents.[27] En aquesta teoria, la població actual de troians de Júpiter va acumular finalment objectes fugitius del cinturó de Kuiper quan Júpiter i Saturn es van allunyar de la ressonància.[28]

El futur a llarg termini dels troians de Júpiter és qüestionable; a causa de múltiples ressonàncies febles amb Júpiter i Saturn fan que es comportin de forma caòtica amb el temps. A més, el trencament per col·lisió esgota a poc a poc la població troiana de Júpiter com fragments expulsats. Els troians de Júpiter expulsats podrien convertir-se en satèl·lits temporals de Júpiter o en cometes de la família de Júpiter. Les simulacions mostren que les òrbites de fins a un 17% dels troians de Júpiter són inestables al llarg de l'edat del sistema solar. Levison creu que aproximadament 200 troians de Júpiter expulsats majors d'1 km de diàmetre podrien viatjar pel sistema solar, i alguns d'ells podrien creuar l'òrbita de la Terra. Alguns dels troians de Júpiter que han escapat es poden convertir en cometes de la família de Júpiter que, quan s'acosten al Sol, la seva superfície de gel comença l'evaporar-se